# ソグディアナ

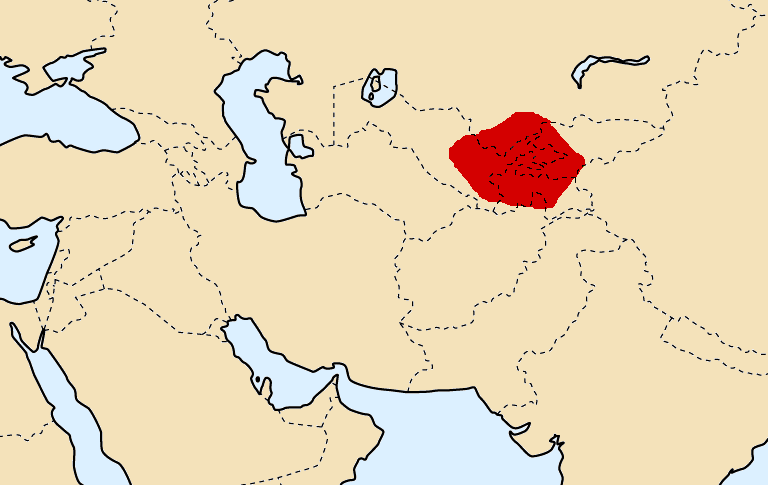
ソグディアナ

ソグディアナ(Sogdiana)は、中央アジアのアムダリヤ川とシルダリヤ川の中間に位置し、サマルカンドを中心的な都市とするザラフシャン川流域地方の古名。バクトリアの北、ホラズムの東、康居の南東に位置する地方。現在のウズベキスタンのサマルカンド州とブハラ州、タジキスタンのソグド州に相当する。イラン系の言語を話すソグド人と呼ばれる民族が居住したことからつけられたギリシャ語・ラテン語の名称で、西からみてオクサス川（アムダリヤ川）の向こう側にあることから、トランスオクシアナとも呼ばれる。中国の歴史書では粟特と記されている。
もともとイランとの政治的・文化的なつながりが深く、アケメネス朝時代の紀元前6世紀にはペルシア帝国に併合されてその地方州となった。この時、ソグディアナにアラム文字が持ち込まれ、のちにソグド語がアラム文字で表記されるようになった。アケメネス朝の滅亡後はマケドニア王国のアレクサンドロス大王に征服され、その死後は南に位置するバクトリアの地方州とされた。
内陸アジアの東西交通・南北交通の要衝であることから周辺勢力の侵入が著しく、さらに大月氏、康居、クシャーナ朝、エフタル、突厥など周辺の遊牧国家の支配を受けたり、サーサーン朝のもとでイランの支配に服したりした。住民のソグド人も交通の要衝であることや、強大な遊牧国家の傘下にあることを生かして交易活動に従事するようになり都市文明が繁栄する。
8世紀にはアラブ人によって征服され、イスラム教を受容した。アラビア語では「川の向こう側にある地方」を意味するマー・ワラー・アンナフルの名で呼び、やがてこの地名が定着する。イスラム時代には言語的に近世ペルシア語を用いるようになってソグド語が廃れ、イランとの文化的な繋がりをより緊密にした。後には言語的なテュルク化が進み、ペルシア語の一種であるタジク語とテュルク諸語のウズベク語が話されるようになって現代に至っている。

## ソグディアナの主な諸都市
太字は唐代の「九姓昭武姓」（昭武九姓）に数えられている都市。
- タラス
- タシュケント（チャーチュ；石国）
- ホジェンド
- ウスルーシャナ（東曹国）
- カブーダン（曹国）
- イシュティハン（西曹国）
- マーイムルグ（ペンジケント遺跡が有力説；米国）
- サマルカンド（康国）
- クシャーニヤ（何国）
- キシュ（現シャフリ・サブズ；史国）
- ナサフ (現カルシ；小史国）
- ブハラ（安国）
- ザンダナ
- パイカンド（畢国）